# 권근
권근(權近, 1352년~1409년 2월 14일)은 고려 말 조선 초의 학자·문신이다. 본관은 안동(安東), 초명은 진(晉), 자는 가원(可遠)·사숙(思淑), 호는 양촌(陽村), 시호는 문충(文忠)이다. 이색, 정몽주의 문인이다.

## 생애

### 과거급제
일찍이 이색의 문하에서 수학하였고 그의 수제자인 정몽주의 문하에서도 수학하였다. 1368년(공민왕 17) 17세에 성균시에 합격하고, 1369년(공민왕 18년) 18세에 문과에 급제하여 춘추관검열이 되었다. 1374년(공민왕 23) 성균관 직강(直講), 예문관 응교(應敎)에 임명되었으며, 공민왕이 죽자 정몽주·정도전 등과 함께 위험을 무릅쓰고 배원친명(排元親明)을 주장하였다. 좌사의대부(左司議大夫)와 성균관대사성, 지신사(知申事) 등을 거쳐, 1388년(창왕 1년) 동지공거(同知貢擧)가 되어 이은(李垠) 등을 뽑았다.

### 유배
1389년(창왕 2년) 첨서밀직사사(簽書密直司使)에 이르러, 문하평리 윤승순과 함께 사신으로 명나라를 다녀왔는데, 그때 공양왕이 즉위하자 명나라에서 가져온 문서의 글이 원인이 되어 유배되었다. 그때 이림(李琳, 昌王의 외조부)의 일파로 몰려 극형을 받게 되었으나 이성계의 구원으로 모면하고, 이색의 일파와 같이 청주옥(淸州獄)에 갇혔다가 마침 수해로 용서를 받고 익주(益州)에 있으면서 《입학도설》을 저술하였다.

### 새왕조 참여
고려가 망하고 조선이 개국되자, 태조 이성계의 명으로 1393년(태조2) 정총(鄭摠)과 함께 정릉(定陵)의 비문을 짓고 중추원사가 되었다. 1396년 태조는 이천시 율면 산성리 정문말에 권근을 찾아와 임금님 바위에서 권근과 정치적인 담론을 하였고, 조선왕조에 협조를 거부하던 권근은 절의를 굽혔다는 이야기를 들으면서도 새왕조에 협력하게 되었다. 1396년(태조 5) 명나라 태조가 자기에게 바치는 글인 찬표를 잘못 썼다 하여 그 글을 쓴 정도전을 잡아들이라고 할 때, 정도전을 대신해서 자진하여 가서 해명을 잘 하여 극진한 예우를 받고 돌아왔다. 귀국한 뒤 개국원종공신(開國原從功臣)으로 화산군(花山君)에 봉군되었다.

### 정종과 태종 시기
정종 때는 정당문학(政堂文學) 겸 대사헌(兼大司憲)·참찬문하부사(參贊門下府事)를 거쳐 다시 대사헌 등을 역임하였고, 1401년(태종 1년) 태종 이방원이 즉위하자 좌명공신의 호를 받고서 길창군(吉昌君)에 피봉되었다. 그 후 찬성사(贊成使)를 거쳐 대제학에 이르렀고, 검열(檢閱)로부터 재상에 이를 때까지 언제나 문한(文翰)에 서임되었으며, 한 번도 다른 벼슬을 받은 일이 없었다. 1407년에는 최초의 문과 중시(重試)에 독권관(讀卷官)이 되어 변계량 등 10인을 뽑았다.

## 평가
그가 지은 《입학도설》은 한국 최초로 그림을 넣어 학문을 설명한 책으로 후에 이황에게 큰 영향을 주었다. 그는 이색 밑에서 학문을 배웠으며 성리학에 조예가 깊었고 문장에 능하였으며, 경학(經學)과 문학의 양면을 잘 조화시켰다.

## 저서
- 《응제시(應題詩)》
- 《동국사략(東國史略)》
- 《동현사략(東賢事略)》
- 《양촌집》
- 《상대별곡(霜臺別曲)》
- 《오경천견록(五經淺見錄)》
- 《입학도설(入學圖說)》

## 가계
권황후와 권중귀는 5촌이다.
- 증조부 : 권부(權溥, 1262년~1346년)
- 증조모 : 시령 류씨(始寧柳氏), 류승(柳陞)의 딸
  - 할아버지 : 권고(權皐)
    - 아버지 : 권희(權僖), 검교 정승
      - 동생 : 권우 = 세종의 스승
      - 부인 : 이존오(李存吾, 1341-1371)의 딸
        - 아들 : 권제(權踶, 1387-1445)
          - 손자 : 길창부원군 권람(權擥, 1416-1465) = 권제의 차남
            - 증손녀 & 증손녀사위 : 남이 장군(1441-1468)

          - 손자 : 권우(權愚)

        - 아들 : 권규(權跬, 1393-1421)
        - 자부: 경안공주(1393-1415) = 태종과 원경왕후의 3째 딸
          - 손자 : 권담(權聃)
            - 증손녀 : 권영금 = 김문기의 아들 김현석의 처

          - 손자 : 권총(權聰, 1413-1480)

        - 딸 & 사위 : 이종선
          - 외손자 : 이계주
            - 외증손자 : 이개(1417-1456) = 사육신 중 1인

        - 딸 & 사위 : 서미성
          - 외손자 : 서거정(徐居正, 1420-1488) = 조선 최초 양관 대제학
            - 외증손자 : 서복경

## 권근이 등장하는 작품
- 《용의 눈물》(KBS, 1996년~1998년, 배우:이정웅)
- 《정도전》(KBS, 2014년~2014년, 배우:김철기)
- 《육룡이 나르샤》(SBS, 2015년~2016년, 배우:양현민)
- 《태종 이방원》(KBS, 2021년~ 배우:김영기)

## 사상과 영향
그는 포은 정몽주의 제자로 한때 그가 가르쳤던 동생 권우나 길재가 그의 동문이었다.
백이정, 안향→이제현→이색→정도전

　　　　　　　　　　　　　→이숭인

　　　　　　　　　　　　　→정몽주→권근

　　　　　　　　　　　　　　　　　　→권우→세종대왕

　　　　　　　　　　　　　　　　　　　　　→정인지

　　　　　　　　　　　　　　　　　　→길재→김숙자→김종직→정여창

　　　　　　　　　　　　　　　　　　　　　　　　　　　　　→김굉필→조광조→백인걸→이이(율곡)

　　　　　　　　　　　　　　　　　　　　　　　　　　　　　　　　　　　　　→성수침→성혼(우계)

　　　　　　　　　　　　　　　　　　　　　　　　　　　　　　　　　　　　　→이연경

　　　　　　　　　　　　　　　　　　　　　　　　　　　　　　　　　→김안국

　　　　　　　　　　　　　　　　　　　　　　　　　　　　　　　　　→김정국

　　　　　　　　　　　　　　　　　　　　　　　　　　　　　→주계부정 이심원

　　　　　　　　　　　　　　　　　　　　　　　　　　　　　→김일손

　　　　　　　　　　　　　　　　　　　　　　　　　　　　　→김전

　　　　　　　　　　　　　　　　　　　　　　　　　　　　　→남곤

## 같이 보기
- 권중귀
- 권황후
- 정도전
- 조준
- 이성계
- 정몽주
- 권우
- 남은
- 역성혁명파
- 신진사대부
- 이방원
- 양촌집
- 음성 권근 및 경주이씨 묘표